# Synasellus valpacensis
Synasellus valpacensis är en kräftdjursart som beskrevs av Odette Afonso 1996. Synasellus valpacensis ingår i släktet Synasellus och familjen sötvattensgråsuggor. Inga underarter finns listade i Catalogue of Life.